# Arabeska (architektura)

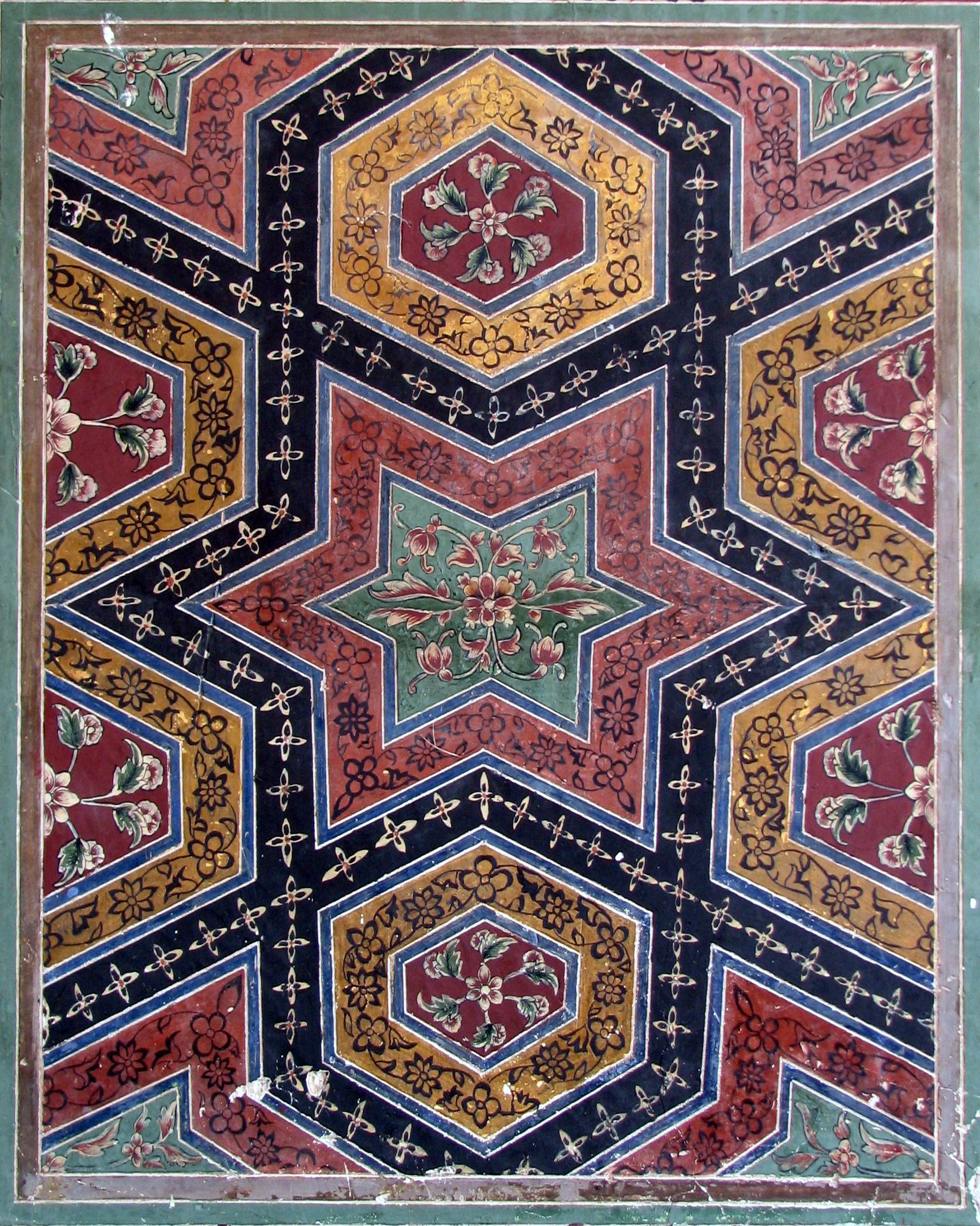
Výzdoba mešity Wazir khan v Pákistánu

Arabeska je plošný dekorativní prvek, složený z rostlinných motivů (listí, šlahouny rostlin). První arabesky jsou známy již z dob Starověkého Řecka, tyto relativně komplikované vzory se objevují v tzv. helénistickém umění ve formě ornamentů na vlysech.
V období italské renesance, kdy přišly opět do módy různé antické motivy, se tyto dekorativní motivy opět vrátily do evropského výtvarného umění. Německá a holandská výtvarná škola k nim pak později dodala další doprovodné motivy – hlavy, masky apod. V období rokoka se pak arabeska opět vrátila zejména na štucích.

## Islámské umění
Arabeska se také objevuje v islámském umění, kde je označována také jako mareska, podle jejího maurského původu, oproti evropským arabeskám působí mírně naturalisticky.